# Парафинотерапия
Парафинотерапия (от парафин и др.-греч. θεραπεία [therapeia] — лечение), парафинолечение, — метод альтернативной медицины, теплолечение с применением нагретого парафина в качестве теплоносителя. В парафинотерапии используется парафин марок П-1 и П-2 — высокоочищенный белый, лишённый примесей, с температурой плавления 52—55 °C. Парафин должен быть полностью обезвожен.

## История метода
Использование тепловых свойств парафина впервые было предложено в 1902 году французским врачом Бартом де Сандфором (Barth de Sandfort). Широкое распространение парафинотерапия получает в годы Первой мировой войны, парафин оказывается эффективным в клинике боевых ранений.
Парафинотерапия начала применяться с 1929 года в Киевском психоневрологическом институте по инициативе проф. Киричинского А. Р. Первые публикации, посвящённые парафинотерапии принадлежат Д. А. Маркову (1929), М. П. Тумановскому (1931) и А. О. Фрайфельду (1934); в период 1934—1936 годов был опубликован ряд работ по парафинолечению А. Р. Киричинским. С 1932 года Г. И. Котов начал применять парафинотерапию при лечении спортивных травм. В 1936 году в учебнике по физиотерапии Г. Л. Магазаника «Общая физиотерапия» впервые появилась самостоятельная глава о парафинолечении.
Во время Великой Отечественной войны положительные результаты применения парафинотерапии при лечении ран и болезней способствуют распространению метода.
 Метод остаётся актуальным и в наши дни, парафинотерапия применяется с профилактической, тренирующей, адаптирующей и восстанавливающей целью при подготовке спортсменов, при лечении заболеваний, является популярной процедурой в салонах красоты.

## Механизм действия
Парафин обладает высокой теплоёмкостью и низкой теплопроводностью, то есть отдаёт тепло очень медленно. В области аппликации парафина температура подлежащих тканей увеличивается на 1°—3°. При нагреве усиливается приток крови за счёт расширения капилляров. Гиперемия кожи усиливает метаболизм подлежащих тканей, а также ускоряет рассасывание инфильтратов и восстановление тканей в очаге поражения. Парафиновые аппликации стимулируют также трофические, регенеративные процессы, уменьшают спазмы мышц, боль, дают рассасывающий противовоспалительный эффект.
При затвердевании (кристаллизации) парафин уменьшается в объёме на 10—12 %, оказывая механическое (компрессионное) воздействие на подлежащие ткани.
Наиболее эффективно применение парафинотерапии при подострых процессах и в начальном периоде хронического течения болезни, когда ещё не произошли грубые анатомические необратимые изменения в поражённом органе (ткани)..

## Применение

### В медицине
- последствия заболеваний и травм опорно-двигательного аппарата (переломы костей, вывихи суставов, разрывы связок и мышц, артриты, периартриты, артрозы) и периферической нервной системы (радикулит, невралгии, невриты)
- заболевания внутренних органов (хронический бронхит, трахеит, пневмония, плеврит, гипертоническая болезнь, язвенная болезнь, дуоденит, холецистит и гепатит, спаечный процесс, колит)
- заболевания женской половой системы
- полиомиелит
- заболевания кожи (чешуйчатый лишай, нейродермит, дерматозы, рубцовые изменения кожи)
- раны
- травмы
- ожоги
- обморожения
- трофические язвы
- вибрационная болезнь
- болезнь Рейно

### В косметологии
- сухость кожи
- возрастные изменения кожи
- целлюлит

## Противопоказания к парафинотерапии
- острые воспалительные процессы
- выраженный атеросклероз
- ишемическая болезнь сердца
- стенокардия выше II ФК
- хронический гломерулонефрит
- цирроз печени
- вторая половина беременности и период лактации

## Техника проведения процедур
Существуют различные методики парафинолечения.
- Наслаивание. Расплавленный парафин температуры 55—65 °C наносят на соответствующую поверхность кожи плоской малярной кистью слоем 1—2 см. Затем участок тела, подвергающийся воздействию парафином, покрывают компрессной клеёнкой или вощаной бумагой и укутывают одеялом или специальным ватником. Температура такой аппликации около 50 °C.
- Парафиновая ванна. Кисть или стопу сначала обмазывают парафином температуры 50—55 °C, а затем погружают в ёмкость, наполненную расплавленным парафином температуры 60—65 °C. Для усиления эффекта используются термоварежки и термосапоги.
- Салфетно-аппликационная методика. После нанесения на кожу по первому способу 1—2 слоев парафина (до толщины 0,5 см) накладывают марлевую салфетку, сложенную в 8—10 слоев, смоченную в парафине температуры 65—70 °C и слегка отжатую; салфетку покрывают клеёнкой и затем одеялом или ватником.
- Кюветно-аппликационная методика. Расплавленный парафин разливают в кюветы (глубиной 5 см), выложенные медицинской клеёнкой, выступающей за её края на 5 см (размеры кюветы должны соответствовать площади наложения парафина). Толщина слоя парафина в кювете должна быть не менее 2—3 см. Застывший, но ещё мягкий парафин (50—54 °C), вынимают из кюветы вместе с клеёнкой и накладывают на участок тела, подлежащий воздействию, а затем покрывают одеялом или термоодеялом.
- Распыление. Парафин наносят на поражённую поверхность при помощи пульверизатора или используют аппликации парафина через прозрачную пластиковую фольгу. Для лечения ран, ожогов и язв, а также воздействия на слизистые оболочки используют смесь парафина (75 %) и рыбьего жира или хлопкового масла (25 %).
- Тампоны. В лечебной практике применяют также вагинальные и ректальные тампоны из парафина.

Парафинотерапию сочетают с озокеритотерапией (парафино-озокеритотерапия), грязелечением (парафино-пелоидотерапия) и инфракрасным облучением (парафино-фототерапия). При косметических процедурах на кожу дополнительно наносят различные кремы, в парафин добавляют эфирные масла.

## Меры предосторожности
Во избежание ожогов парафин должен быть обезвожен подогреванием до 100 °C в течение 15 мин, кожу предварительно также тщательно обсушивают.

## Дозирование процедур
Процедуры парафинолечения длительностью от 30 до 60 мин проводят через день или ежедневно. Всего на курс лечения назначают 12—20 процедур. Отдыхать после процедуры следует не менее 30—40 мин. Повторные курсы назначают через 1—2 месяца.